# 貝理雅內閣

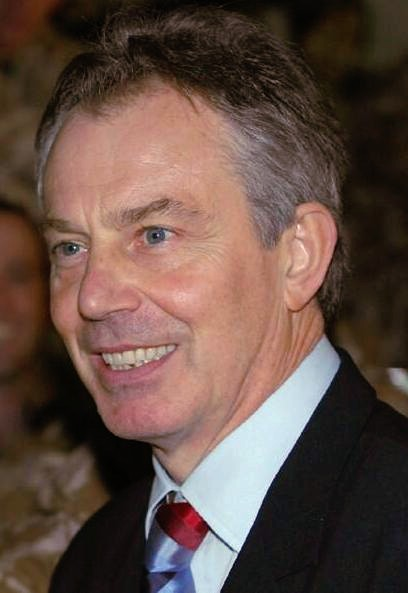
貝理雅閣下
英國首相

貝理雅自1997年至2007年出任英國首相一職。他任內曾經歷3次大選（包括在1997年當選上任的那次），每次在新一屆國會開幕前，他都會大規模重組內閣。

## 第一次貝理雅內閣 （1997年5月—2001年6月）
- 貝理雅 — 英國首相、第一財政大臣兼公務員事務部長
- 彭仕國 — 英國副首相兼環境運輸及區域大臣
- 白高敦 — 財政大臣兼第二財政大臣
- 艾偉儀勳爵 — 大法官
- 安·泰勒 — 樞密院議長兼下議院領袖
- 理查勳爵 — 掌璽大臣兼上議院領袖
- 戴理德 — 財政部首席秘書
- 大衛·G·克拉克 — 蘭開斯特公爵領地事務大臣兼內閣辦公室部長
- 郭偉邦 — 外交大臣
- 施仲宏 — 內政大臣
- 傑克·康寧漢 — 農業漁業及食物部長
- 杜布森 — 衛生大臣
- 喬治·羅伯遜（英语：George Robertson, Baron Robertson of Port Ellen） — 國防大臣
- 夏雅雯 — 社會保險大臣兼婦女及平等部長
- 白文傑 — 教育及就業大臣
- 貝嘉晴 — 貿易及工業大臣兼貿易委員會主席
- 冼敏治 — 文化媒體及體育大臣
- 商雅麗 — 國際發展大臣
- 毛美琳 — 北愛爾蘭事務大臣
- 狄華仁 — 蘇格蘭事務大臣
- 戴維斯 — 威爾斯事務大臣
- 斯特朗 — 運輸大臣

### 變動
- 1998年7月：貝嘉晴任樞密院議長兼下議院領袖，帕丁頓的傑伊女男爵出任掌璽大臣、上院領袖以及婦女部長，拜爾斯出任財政部首席秘書，而黨鞭長改為在內閣行走，並由安·泰勒出任。另外，傑克·康寧漢改任蘭卡斯特公爵領地總裁兼內閣辦公室部長，白禮勤出任農業部長，戴理德改任社會保險大臣，而文德森入閣任貿工大臣，韋俊安出任交通部長，但是不在內閣供職（但他可照常出席內閣會議）；理查勳爵、夏雅雯、大衛·G·克拉克和加文·斯特朗則離開內閣。此外，貿易委員會主席頭銜不再由貿易大臣兼領。
- 1998年10月：阿龍·邁克爾出任威爾斯事務大臣，羅恩·戴維斯則離開內閣。
- 1998年12月：拜爾斯出任貿易及工業大臣，苗易彬出掌財政部首席秘書，文德森則離開內閣。
- 1999年5月：韋俊安任蘇格蘭事務大臣，狄華仁離開內閣。
- 1999年7月：馬偉輝取代阿龍·邁克爾任威爾斯事務大臣，邁克爾離開內閣。
- 1999年10月：施安澤成為財政部首席秘書，禤智輝擔任國防大臣，苗易彬則改任衛生大臣。另外文德森重回內閣出任北愛爾蘭事務大臣，毛美琳則改為蘭卡斯特公爵領地總裁兼內閣辦公室部長。佐治·羅拔臣、傑克·康寧漢、法蘭克·多布森均離開內閣。
- 2001年1月：文德森宣佈辭去北愛爾蘭事務大臣一職，由韋俊安接任，而原本蘇格蘭事務大臣的職務由利凱琳出任。

## 第二次貝理雅內閣 （2001年6月—2005年5月）
- 貝理雅 — 英國首相、第一財政大臣兼公務員事務部部長
- 彭仕國 — 英國副首相
- 白高敦 — 財政大臣兼第二財政大臣
- 艾偉儀勳爵 — 大法官
- 郭偉邦 — 樞密院議長兼下議院領袖
- 莫斯丁的韋利斯勳爵 — 掌璽大臣兼上議院領袖
- 施安澤 — 財政部首席秘書
- 施仲宏 — 外交大臣
- 白文傑 — 內政大臣
- 貝嘉晴 — 環境、食物及鄉郊事務大臣
- 拜爾斯 — 運輸地方政府及區域大臣
- 苗易彬 — 衛生大臣
- 禤智輝 — 國防大臣
- 戴理德 — 工作及退休金大臣
- 摩里絲 — 教育及技能大臣
- 賀韻芝 — 貿易及工業大臣兼婦女及平等部長
- 蔣黛思 — 文化媒體及體育大臣
- 商雅麗 — 國際發展大臣
- 韋俊安 — 北愛爾蘭事務大臣
- 利凱琳 — 蘇格蘭事務大臣
- 馬偉輝 — 威爾斯事務大臣
- 祈卓禮 — 不管部大臣
- 艾希妮 — 財政部政務次官兼政府黨鞭長

### 變動
- 2002年5月：拜爾斯辭職，運輸地方政府及區域部廢置。戴理德則出任交通大臣，而彭仕國的副首相辦公室則接管地區政府與區域事務。另外施安澤出任工作及退休金大臣，而布德能則任財政部首席秘書 詳情按此 （页面存档备份，存于）。
- 2002年10月：埃斯特爾·莫里斯宣佈辭呈。祈卓禮遂任教育大臣，而不管部大臣一職由韋俊安接替。另外保羅·墨菲改任北愛爾蘭事務大臣，而韓培德則出掌威爾斯事務大臣之職。
- 2003年3月：郭偉邦宣佈辭職，韋俊安改任樞密院議長兼下議院領袖，麥家禮則任不管部大臣。
- 2003年5月：商雅麗宣佈辭職，由艾美詩女男爵接任國際發展大臣。
- 2003年6月：貝理雅改組內閣，韋俊安改任衛生大臣，而范克林勳爵則接任大法官，且兼任新置的憲制事務大臣。此外戴理德留任交通大臣之餘，兼任蘇格蘭事務大臣；韓培德則任掌璽大臣兼下議院領袖，而且留任原本的威爾斯事務大臣職務；苗易彬、艾偉儀勳爵與利凱琳均離開內閣 詳情按此 （页面存档备份，存于）。
- 2003年10月：艾美詩女男爵出任樞密院議長兼上議院領袖，以接替在任內去世的莫斯丁的韋利斯勳爵。而原本國際發展大臣的職務則由彭浩禮接任。
- 2004年9月：施安澤宣佈辭任工作及退休金大臣，並由莊翰生取代。苗易彬重返政府，並獲在內閣出任蘭卡斯特公爵領地總裁，主責協調政策，而他的前任本來不在內閣供職。
- 2004年12月：白文傑宣佈辭任內務大臣，由祈卓禮接替。簡樂芙接替祈卓禮任教育及技能大臣。

## 第三次貝理雅內閣 （2005年5月—2007年6月）
- 貝理雅 — 英國首相、第一財政大臣兼公務員事務部部長
- 彭仕國 — 英國副首相兼首席大臣
- 白高敦 — 財政大臣兼第二財政大臣
- 范克林勳爵 — 大法官兼憲制事務大臣
- 祈卓禮 — 內政大臣
- 施仲宏 — 外交大臣
- 禤智輝 — 掌璽大臣兼下議院領袖
- 艾美詩女男爵 — 樞密院議長兼上議院領袖
- 蔣黛思 — 文化媒體及體育大臣兼奧運部長
- 韋俊安 — 國防大臣
- 簡樂芙 — 教育及技能大臣
- 貝嘉晴 — 環境、食物及鄉郊事務大臣
- 賀韻芝 — 衛生大臣
- 彭浩禮 — 國際發展大臣
- 韓培德 — 北愛爾蘭事務大臣兼威爾斯事務大臣
- 莊翰生 — 貿易及工業大臣
- 戴理德 — 交通大臣兼蘇格蘭事務大臣
- 白文傑 — 工作及退休金大臣
- 夏　敦 — 蘭卡斯特公爵領地總裁
- 彭　德 — 財政部首席秘書
- 文禮彬 — 社區及地方政府部長
- 麥家禮 — 不管部大臣兼黨主席
- 艾希妮 — 財政部政務次官兼政府黨鞭長

### 變動
- 2005年11月：白文傑宣佈辭任工作及退休金大臣之職，由夏敦取代，至於蘭卡斯特公爵領地總裁懸空達6個月。
- 2006年5月：由於工黨在地方選舉表現欠佳，貝理雅進行了大規模內閣改組。首先，祈卓禮、禤智輝和麥家禮均離開內閣；施仲宏出任掌璽大臣兼下議院領袖，而貝嘉晴擢升為外交大臣；韋俊安任內務大臣，文禮彬任環境、食物及鄉郊事務大臣，彭德則任國防大臣。另外，簡樂芙出任新置的社區及地方政府大臣，取代舊有的社區及地方政府部長，並不再由副首相辦公室管轄。而除了社區及地方政府大臣，簡樂芙還兼任婦女及平等部長。此外，莊翰生出任教育及技能大臣；戴理德出任貿易及工業大臣，而艾希妮則任蘭卡斯特公爵領地總裁、內閣辦公室部長和社會排斥部長。艾力生加入內閣，出任交通大臣兼蘇格蘭事務大臣；貝爾斯則加入到內閣出任不管部大臣兼黨主席，而史蒂芬·蒂姆斯則任財政部首席秘書，以及以施卓琪任財政部政務次官兼政府黨鞭長。
- 2007年5月：憲制事務大臣一職由新置的司法大臣所取代，仍由范克林勳爵擔任。